# Maximilian von Kern
Maximilian Kern, ab 1860 von Kern, (* 15. Februar 1813 in Rottweil; † 14. April 1887 in Stuttgart) war Jurist, Richter und Politiker.

## Leben
Nach Privatunterricht bei Christian Friedrich von Dettinger und dem Besuch des Gymnasiums in Stuttgart, studierte Kern Rechtswissenschaften an der Universität Tübingen. Nach Stationen bei Gericht in Tübingen und Ulm wurde Kern 1847 Oberamtsrichter in Rottweil. Unter dem Justizminister Karl Friedrich German von Hänlein wurde er Kanzleidirektor am Departement der Justiz sowie Mitglied des Strafanstaltenkollegiums.
1854 wurde Kern zum Obertribunalrat  am Obertribunal Stuttgart ernannt, 1865 zum Direktor des Kreisgerichtshof in Esslingen am Neckar. 1869 erfolgte die Ernennung zum Direktor des Kreisgerichtshofes Stuttgart. Ab 1871 war er zudem im Vorstand des Strafanstaltenkollegiums. Von 1872 bis 1879 war er für das Oberamt Gaildorf Abgeordneter der Zweiten Kammer der Württembergischen Landstände.
1879 wurde Kern zum Präsidenten des Oberlandesgerichtes Stuttgart ernannt. Ab 1885 war er zugleich Präsident des Staatsgerichtshofes des Königreichs Württemberg. 1886 erfolgte unter Verleihung des Titels und Ranges Geheimer Rat die Versetzung in den Ruhestand.

## Ehrungen
- 1860 Ritterkreuz des Ordens der Württembergischen Krone,[1] welches mit dem persönlichen Adelstitel (Nobilitierung) verbunden war.
- 1867 Kommenturkreuz II. Klasse des Friedrichs-Ordens
- 1870 Kommenturkreuz des Ordens der Württembergischen Krone